# Silvia Vivirito
Silvia Vivirito (Mantova, 13 agosto 1990) è una calciatrice italiana, di ruolo difensore o centrocampista.

## Carriera

### Club
Silvia Vivirito coltiva la passione per il pallone già dalla giovinezza, alternando la sua attività nel più tradizionale calcio a 11 con il calcio a 5, dove milita nel Bardolino.
Dopo aver avuto l'opportunità, nella stagione 2007-2008 di essere inserita in rosa con la formazione titolare del Bardolino Verona campione d'Italia, dalla stagione successiva veste la maglia del Frutta Più Verona, squadra femminile che è iscritta alla Serie B, allora terzo livello del campionato italiano femminile di calcio, contribuendo a conquistare, con le sue 7 reti su 23 partite giocate, il primo posto del girone B a pari merito con il Südtirol Vintl Damen giocandosi l'opportunità di salire in Serie A2 nello spareggio di Trento del 24 maggio 2009 dove però le altoatesine vincono per 3-2.
Le sue prestazioni vengono notate dagli osservatori del Fortitudo Mozzecane che durante il calciomercato estivo 2009 le offrono l'opportunità di giocare nella Serie A2 che le era sfuggita con la precedente formazione veronese. La stagione entrante la vede impiegata in 11 occasioni su 22 incontri e riuscendo a siglare una rete alla 6ª giornata, quella del definitivo 2-2 segnata al 91' con cui pareggia la partita con il Cervia. A fine campionato Vivirito viene svincolata.
Nell'estate 2010 le viene offerta una nuova opportunità di salto di livello, siglando un accordo con il Venezia 1984 alla sua terza stagione in Serie A. Pur non partendo titolare ad inizio stagione, Vivirito è frequentemente utilizzata per il turnover con le compagne, riuscendo a fine campionato a collezionare 22 presenze su 26 incontri e contribuendo a conquistare un'agevole salvezza con i 22 punti che valgono alla formazione veneta il 9º posto in classifica.
Durante il successivo calciomercato estivo è oggetto di un nuovo trasferimento, attirata dalle prospettive della dirigenza del Napoli che, alla ricerca di nuovi rinforzi per puntare alla promozione sfuggita per soli tre punti la stagione precedente, formalizza con Vivirito il contratto per la stagione 2011-2012. Impiegata 18 volte su 22 incontri, grazie anche alle sue 2 reti siglate alla 15ª e 20ª giornata, concretizza le aspettative della società che va a conquistare con 58 punti, 10 in più della Res Roma seconda classificata, il Girone D e la storica promozione della società in Serie A.
Nell'estate 2013 Vivirito si accorda con il Südtirol, fresco del trasferimento alla nuova sede di Bolzano e che, grazie alla riforma del campionato italiano, è iscritto per la stagione entrante alla Serie B ridiventata secondo livello nazionale. Con le altoatesine riesce, dopo due campionati in cadetteria, a tornare in Serie A nella 2015-2016. Questa è anche l'ultima stagione di Vivirito in biancorosso, dove la squadra non riesce a esprimere prestazioni per evitare la bassa classifica e la conseguente retrocessione. L'atleta mantovana lascia la società con un tabellino personale di 10 reti su 62 presenze in campionato.
Durante il calciomercato estivo 2016 formalizza il passaggio al San Bernardo Luserna, al suo secondo anno in Serie A, per la stagione 2016-2017. Al termine della stagione, con la retrocessione del San Bernardo Luserna in Serie B, lascia la squadra piemontese e si accorda con la Pink Sport Time, neopromossa in Serie A.
Dopo aver giocato due stagioni di fila a Como, a metà luglio 2021 si è trasferita al Cesena. La permanenza in Romagna è durata per la sola prima parte di stagione, infatti, dopo essersi svincolata dal Cesena al termine del 2021, si è trasferta al Cortefranca, rimanendo a giocare in Serie B. Per la stagione successiva ha firmato un contratto con la Lazio, appena retrocessa dalla Serie A in Serie B.

## Palmarès

### Club
- Campionato italiano di Serie A2: 1

Napoli: 2011-2012
- Campionato italiano di Serie B: 1

Südtirol: 2014-2015